# Perasia lineolaris
Perasia lineolaris là một loài bướm đêm trong họ Noctuidae.